# Wiktor Steckiewicz
Wiktor Steckiewicz (Kijakowski) ps. „Wik”, ros. Виктор Степанович Стецкевич (Кияковский) (ur. w 1889 w Warszawie, zm. w 1932 w Mongolii) – porucznik Wojska Polskiego, radziecki funkcjonariusz służb specjalnych.

## Życiorys
Wiktor Steckiewicz urodził się w 1889 roku, w rodzinie Stanisława i Ireny z Kojałowskich. 
W 1918 roku wstąpił do odrodzonego Wojska Polskiego. Otrzymał stopień porucznika. Wiosną 1920 roku jako członek Polskiej Organizacji Wojskowej (POW) przez wywiad wojskowy został wysłany do Rosji Sowieckiej z zadaniem zorganizowania siatki wywiadowczej w Piotrogradzie. Otrzymał pseudonim „Wik”. 
W Moskwie aresztowała go Czeka. Osobiście przesłuchiwany przez Feliksa Dzierżyńskiego przeszedł na stronę Sowietów, wydając CzeKa swoich współpracowników. Został funkcjonariuszem Oddziału Specjalnego CzeKa. Po zakończeniu wojny polsko-bolszewickiej pod fałszywym nazwiskiem Kosiński prowadził nielegalną działalność wywiadowczą w Helsinkach, a następnie Rydze. W listopadzie 1921 roku był jednym z głównych twórców dezinformacyjnej operacji pod kryptonimem „Trust”, kierując pierwszym jej etapem. Dokonywał licznych wyjazdów zagranicznych, przede wszystkim do państw bałtyckich i Polski. Używał nazwiska Koleśnikow. Po próbie samobójczej został odsunięty od tego zadania. Od 1922 roku pełnił funkcję szefa jednego z wydziałów Oddziału Kontrwywiadowczego OGPU. Następnie został pełnomocnym przedstawicielem OGPU do spraw Kraju Niżnie-Wołżskiego. W 1932 roku przeszedł do służby w INO OGPU. Otrzymał pseudonim „Stiepan”. Skierowano go do Mongolii w charakterze głównego instruktora OGPU w mongolskich służbach specjalnych, ale w tym samym roku zginął tam w czasie powstania religijnego.